# Trouble des conduites
 Mise en garde médicale
Un trouble des conduites est une catégorie psychiatrique marquée par un degré de comportement antisocial répétitif dans lequel le droit des autres ou la norme sociale est bafouée.
Les symptômes incluent une agression verbale ou physique, un comportement cruel et agressif envers les autres individus ou animaux, un comportement destructeur, des mensonges, fraudes, vandalismes, incendies volontaires et vols,.
Le trouble des conduites est un grand problème envers la santé publique car les jeunes individus atteints de ce trouble infligent non seulement des blessures psychologiques et physiques aux autres, mais ils sont également exposés à un haut risque d'incarcération, de blessures, de dépression, d'abus substantiel, de mort par homicide et de tentatives de suicide. 
Le syndrome n'est pas seulement une entité médicale mais également une forme de trouble comportemental majeur. Le trouble des conduites dépressif est un mélange de trouble des conduites avec une dépression persistante et marquée incluant perte d'intérêt, désespoir, troubles de l'appétit et du sommeil.

## Manque d'empathie
Le trouble des conduites est très proche de la psychopathie, un trouble de la personnalité caractérisé par un manque anormal d'empathie.

## Intervention (milieu scolaire)

### Facteurs de risque
Les facteurs de risque associés aux problèmes de comportements à l'enfance et ceux qui sont associés à la délinquance et à l'abus de substances psychotropes à l'adolescence se chevauchent.
Selon Hawkins et Catalino, les facteurs de risque imputables à la société incluent entre autres: la disponibilité de la drogue dans la communauté, les lois et règlements qui découragent les comportements acceptables, la désorganisation sociale, la pauvreté et l'isolement. Les facteurs de risque issus de l'environnement familial sont : la présence d'un risque lié à l'histoire familiale (ex.: problème d'adaptation psychosociale chez les parents), les problèmes de gestion familiale, une supervision insuffisante, des attitudes parentales inadéquates et le désengagement parental. Les facteurs de risque décelés dans le milieu scolaire sont : un comportement antisocial précoce, les échecs au primaire, l'absence de motivation scolaire et le rejet par les pairs. Les facteurs de risque présents chez les individus et les pairs incluent: la marginalité, l'opposition et l'absence d'attachement aux institutions sociales, des comportements antisociaux à la préadolescence, la fréquentation de pairs déviants, un tempérament difficile.

### Facteurs de protection
D'après Emmy Werner (en), les facteurs de résilience peuvent varier selon les facteurs de risque auxquels l'enfant est exposé.  Cet auteur indique qu'au plan individuel, un tempérament facile, un sentiment de contrôle interne, une perception de soi positive et des habiletés cognitives auraient des effets protecteurs. Quant au plan familial, il souligne la présence de parents équilibrés et affectueux tandis qu'au plan social, c'est le soutien de la part d'une personne significative non-membre de la famille ainsi qu'un réseau de pairs adaptés.